# Margaretenhof
Het (Sint) Margaretenhof, ook wel gespeld als Margarethenhof is een rijksmonument bestaande uit een rijtje godskameren in de binnenstad van Utrecht.
In 1367 nam Domkanunnik Gijsbrecht van Walenborch een stuk land aan het Jansveld in erfpacht en bouwde er het gasthuis voor de opvang van landlopers van St. Mathias en Margareta of Margaretengasthuis. In 1371 werd de kapel gewijd door de bisschop.
In 1562 werd het gasthuis verbouwd tot twintig godskameren. De bewoners kregen preuves uitgedeeld (turf en geld) maar er werden ook preuves uitgedeeld aan armen die niet in het hof woonden. De inkomsten van de fundatie bestonden uit pachtgelden van landerijen in de omgeving van Utrecht. De stichter had laten vastleggen dat het beheer in handen zou zijn van de raadsburgemeester van de stad en de Domkanunnik die proost van Leiden was, of anders de oudste kanunnik van de Dom. Vanaf 1648 is het beheer echter geheel in handen van de burgemeester. In het begin woonden er ongeveer 25 mensen maar in het midden van de 19de eeuw was dit aantal gegroeid tot zestig.
In 1894 werd begonnen met de sloop van elf bouwvallige woningen. Voor de bewoners werden elders nieuwe woningen gebouwd. In de jaren 70 van de 20ste eeuw waren de woningen onbewoonbaar verklaard en werd (een deel van) het complex gekraakt. In 1979 nam de Stichting Het Utrechts Monumentenfonds het beheer over van B&W en voerde in 1980 herstelwerkzaamheden uit. Ook daarna hadden niet alle woningen een eigen inpandig toilet en moeten deze bewoners gebruikmaken van een secreet op de binnenplaats.
De vier woningen die aan de straatkant staan, bevatten nog middeleeuws metselwerk. Drie hiervan hebben de voordeur aan de straat, de vierde in de poort. Deze woning bevindt zich boven de poort. Boven de poort bevindt zich ook een gevelsteen. De poort leidt naar de binnenplaats, waar zich nog vijf woningen bevinden.